# Trasmissione parallela

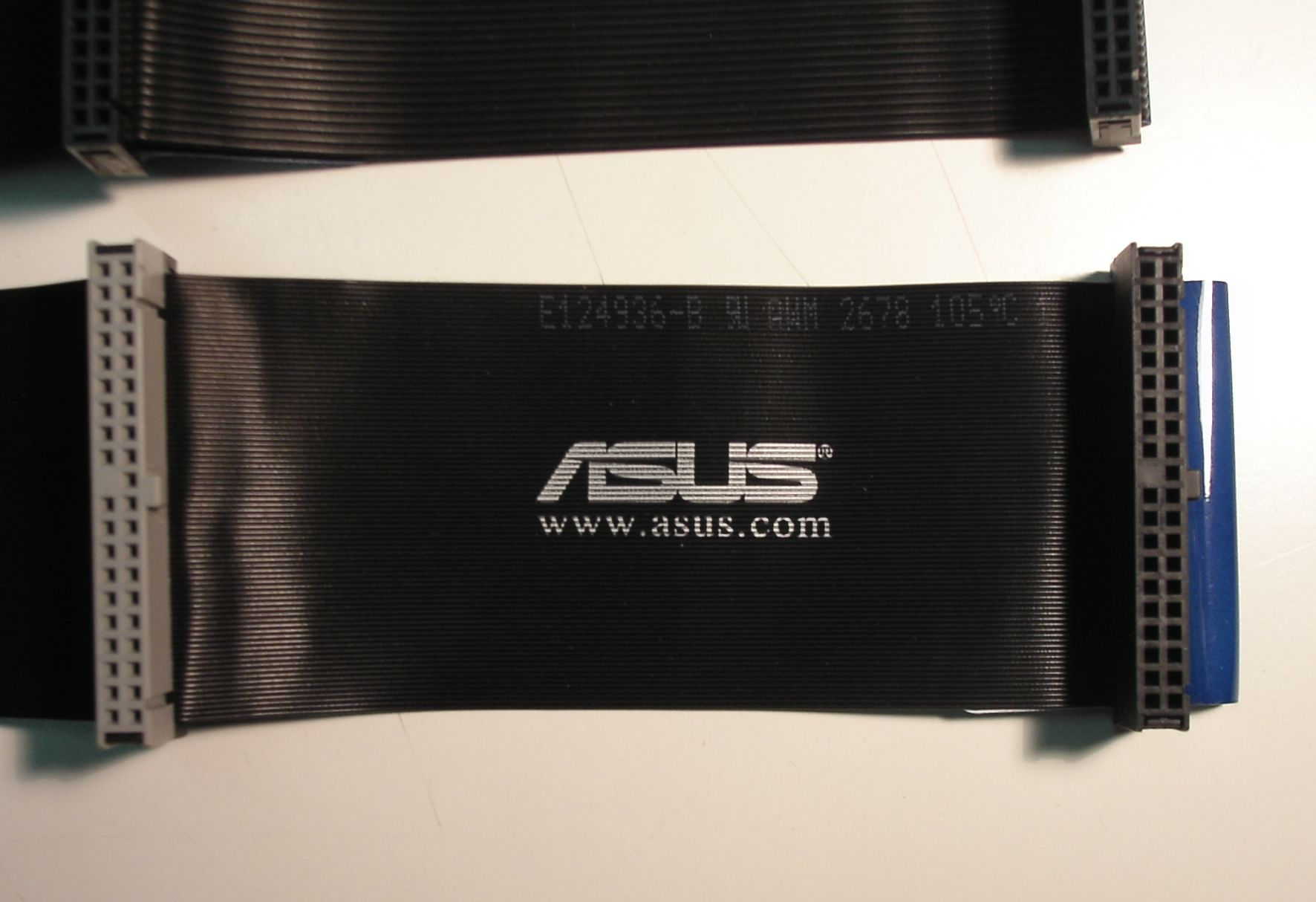
Cavo parallelo ATA.

La trasmissione parallela, in elettronica e informatica, indica la trasmissione di dati in cui tutti i bit sono trasferiti contemporaneamente lungo canali separati di un mezzo di comunicazione. È utilizzata prevalentemente per trasferire informazioni digitali all'interno di sistemi elettronici (ad esempio, un computer), anche se esistono cavi capaci di trasmettere parallelamente informazioni di carattere analogico.
La caratteristica peculiare della trasmissione parallela è che vengono utilizzati più conduttori per trasmettere simultaneamente informazioni: un cavo che effettua una trasmissione parallela a n bit è formato da almeno n conduttori separati. Nella realtà il cavo sarà dotato quasi sicuramente di un cavo aggiuntivo per la massa e anche di altri cavi di controllo come quello di clock.
Rispetto alla trasmissione seriale la trasmissione parallela risulta avere prestazioni più elevate in termini di velocità di trasmissione a parità di frequenza, ma sarà anche più ingombrante e costosa. Normalmente per comunicazioni a lunga distanza si preferisce infatti utilizzare delle trasmissioni seriali, dato che i cavi necessari alla trasmissione parallela renderebbero non economicamente conveniente il progetto. 
Nei sistemi elettronici diversi bus come ISA, PCI e AGP utilizzano una comunicazione parallela.